# کاترین فلون

پرچم انقلاب هائیتی، با عبارت "Liberté ou la mort" (آزادی یا مرگ).

کاترین فلون (به انگلیسی:Catherine Flon) (درگذشته بعد از ۱۸۰۳)، یک میهن‌پرست و قهرمان ملی هائیتی بود. او یکی از نمادهای انقلاب و استقلال هائیتی محسوب می‌شود. کاترین فلون که یک خیاط بود در ۱۸ مه ۱۸۰۳ اولین پرچم هائیتی را طراحی و عرضه کرد که باعث جشن و سرور مردم شد و تا به امروز جایگاه مهمی را در حافظه هائیتی از انقلاب حفظ کرده‌است.

## زندگی
کاترین فلون در تاریخ نامعلومی در آرچای در سانتو دومینگو متولد شد. والدینش از فرانسه منسوجات وارد کرده و خرید و فروش می‌کردند. او با کارگاه شخصی خود خیاط شد و چندین شاگرد داشت. کاترین دختر خوانده ژان ژاک دسالین بود.

### طراحی و ایجاد پرچم
طبق سنت انقلابی هائیتی، فلون اولین پرچم کشور را در ۱۸ مه ۱۸۰۳، آخرین روز کنگره آرچای، ایجاد کرد. در آنجا رهبر انقلاب، ژان ژاک دسالین، پدرخوانده فلون، سه رنگ فرانسوی را با شمشیر خود جدا کرد و تمایل خود را برای جدایی از فرانسه نشان داد. او قطعات را به فلون داد که آنها را به هم چسباند، در حالی که نوار سفید مرکزی را کنار گذاشت. در روایت هائیتی، رنگ‌های پرچم جدید معنای نژادی به خود گرفت: نوارهای آبی و قرمز نشان‌دهنده اتحادی بین شهروندان سیاه و مولاتو هائیتی بود.
مورخان در تاریخچه طراحی افسانه‌ای این پرچم همچنین به موانعی در مقابل آن اشاره کرده‌اند. به عنوان مثال، منابع اولیه از انقلاب نشان می‌دهند که شورشیان قبل از کنفرانس آرچای از پرچم‌های آبی و قرمز استفاده کرده بودند. همچنین، مردم هائیتی در ابتدا از پرچم دو رنگ استفاده می‌کردند به این معنا بود که نشان دهنده گسترش ارزش‌های فرانسه بود و نه اینکه آنها را رد کنند. انقلابیون اولیه برای حفظ قانون آزادی ۱۷۹۴ جنگیده بودند، به جای آنکه برای کسب استقلال به مبارزه برخیزند.

## تأثیرات فرهنگی

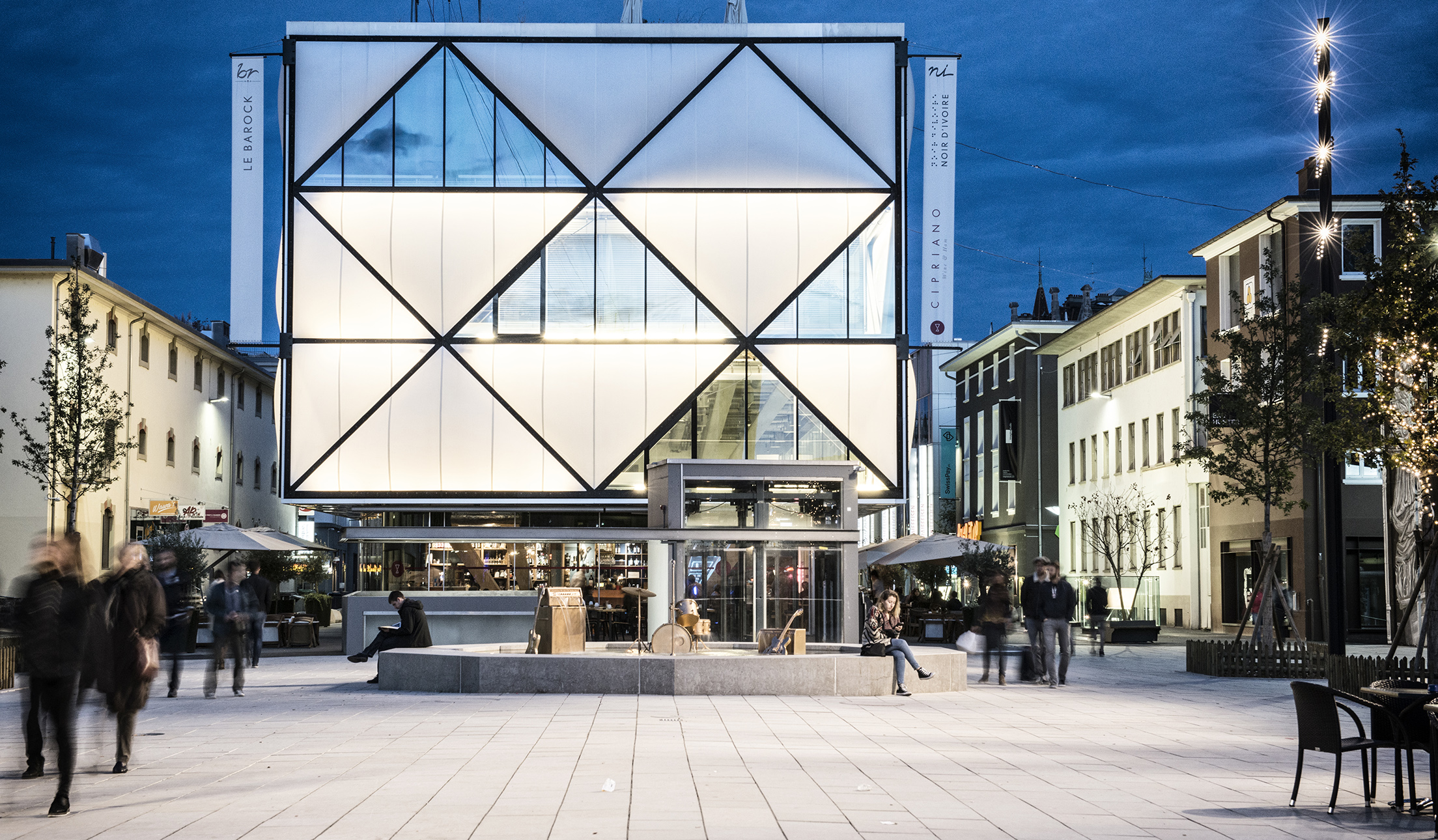
ساختمان کار کاترین فلون

کاترین فلون به همراه سسیل فاتیمان و ددی بازییل یکی از سه قهرمان‌ترین نماینده استقلال هائیتی محسوب می‌شود. آرچای، محل تولد او، «شهر پرچم» شده‌است و تاریخی که او اولین پرچم را دوخته‌است، ۱۸ مه، یک تعطیلات ملی است. فلون علاوه بر اینکه نماد انقلاب است، در بین زنان هائیتی نیز مورد تحسین است. اکنون بعضی رویدادهای اجتماعی و جنبش‌های فمینیستی نام او را بر خود می‌گذارند. در طول جشن‌ها و تعطیلات ملی، زنان جوان لباس فلون و دیگر انقلابیون را به تن می‌کنند تا آگاهی دربارهٔ نقش زنان در انقلاب و به‌طور کلی در تاریخ هائیتی را بالا ببرند.